# Батарч
Бата́рч — ліва притока річки Батар у Румунії та Україні. Впадає в Батар у Холмовці Виноградівського району.